# ديلان ماكين
ديلان ماكين (بالإنجليزية: Dylan Mackin)‏ هو لاعب كرة قدم بريطاني في مركز الهجوم، ولد في 15 يناير 1997 في Irvine, North Ayrshire ‏ في المملكة المتحدة. لعب مع نادي ماذرويل.

## وصلات خارجية
- ديلان ماكين على موقع قاعدة بيانات كرة القدم.إي يو (الإنجليزية)
- ديلان ماكين على موقع Soccerbase.com (لاعب) (الإنجليزية)
- ديلان ماكين على موقع Soccerway.com (الإنجليزية)